# Марін Тірський

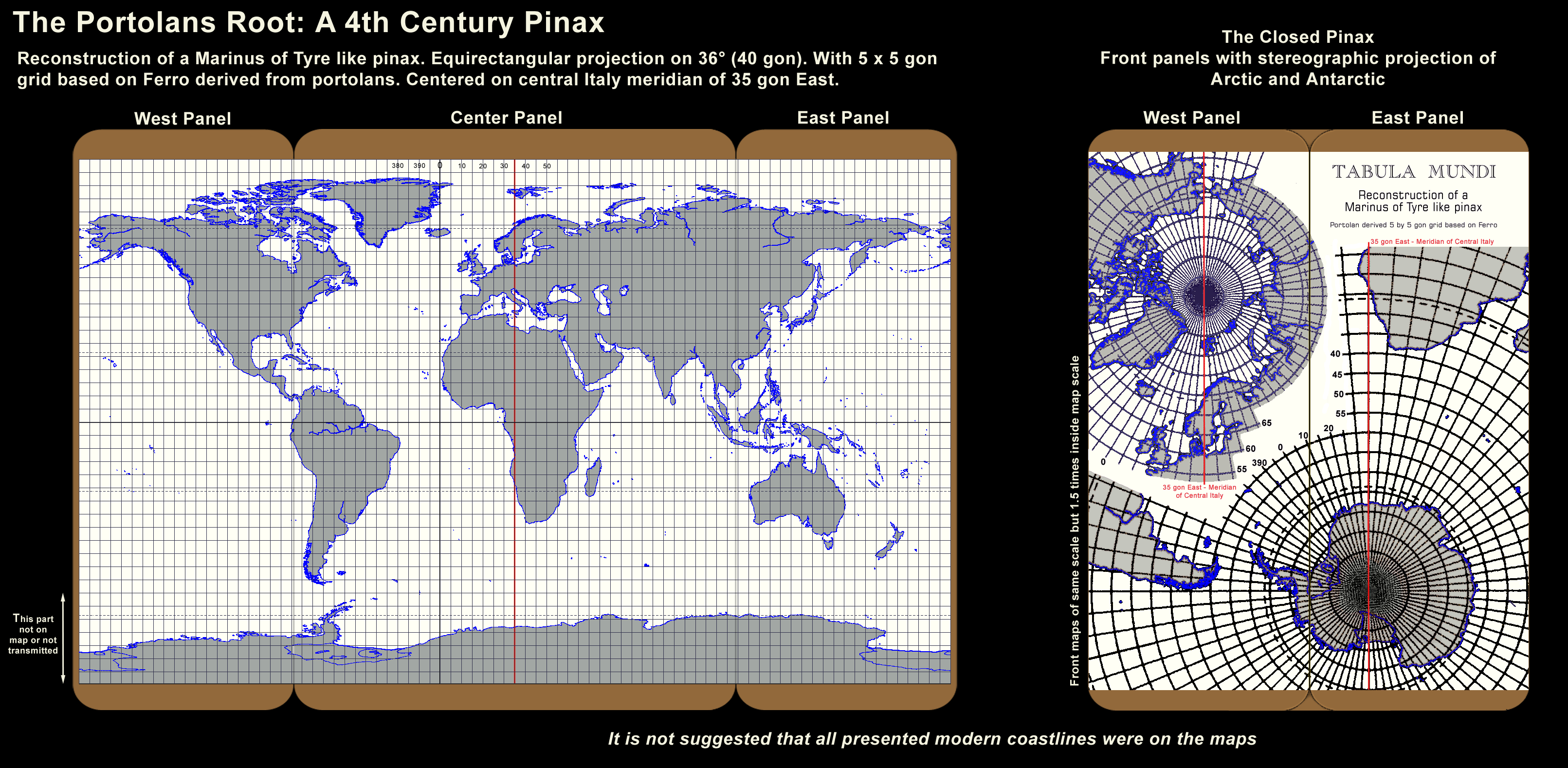
Картографічні проєкції Маріна Тірського

Марін Тірський (грец. Μαρίνος ο Τύριος, прибл. 70 —прибл. 130) — географ, картограф та математик часів Римської імперії.

## Життєпис
Народився у м. Тір (частина римської провінції Сирія). Про його життя відомо замало. Ймовірно він деякий час мандрував східними частинами імперії. Втім про місце й точну дату смерті нічого не відомо.

## Географія
Його твори втрачені. На нього посилається лише Клавдій Птолемей, який використовував праці Маріна. Згідно з Птолемеєм роботу Марін склав у 114 році.
Марін вніс поліпшення в побудову карт і розробку систему навігаційних карт. Його головною спадщиною є те, що він вперше присвоюється кожному місцю належну широту і довготу, він використовував «Меридіан Островів блаженних (Канарські острови або острова Зеленого Мису)» як нульовий меридіан і паралелі Родосу для вимірювання широти.
Марін встановив довжину в 180 000 стадій для екватора, відповідно для довжини кола Землі 33300 км, що приблизно на 17% менше, ніж фактичне значення.
Марін також ретельно вивчав праці своїх попередників і щоденники мандрівників. Його карти були першими в Римській імперії, щоб відобразили Китай. Він також вперше застосував еквідистанційну циліндричну проєкцію, яка все ще використовується в створенні карти сьогодні. Марін вважав, що океан був поділено на східну і західну частини по континентах (Європа, Азія і Африка). Він думав, що населений світ розтягується по широті від Туле (можливо Ісландія або Шетландські острови), до Агісибри (Тропік Козерога) і довготи від Островів Блаженних до Шера (Китаю).
Марін також вропадив термін Антарктики, посилаючись на протилежність від Північного полярного кола.
У Середні віки його твори використовував арабський вчений Аль Масуді.
На його честь названо кратер на Місяці.